# Лепеница (Владичин Хан)
Лепеница је село у Србији у општини Владичин Хан у Пчињском округу. Према попису из 2022. било је 668 становника (према попису из 2011. било је 675 становника).

## Демографија
У селу Лепеница живи 534 пунолетна становника, а просечна старост становништва износи 35,2 година (34,5 код мушкараца и 35,9 код жена). У насељу има 227 домаћинстава, а просечан број чланова по домаћинству је 3,23.
Ово насеље је углавном насељено Србима (према попису из 2002. године).
|  |

| Демографија | Демографија | Демографија |
| Година      | Становника  | Становника  |
| ----------- | ----------- | ----------- |
| 1948.       | 560         |             |
| 1953.       | 626         |             |
| 1961.       | 633         |             |
| 1971.       | 736         |             |
| 1981.       | 803         |             |
| 1991.       | 669         | 648         |
| 2002.       | 734         | 766         |
| 2011.       | 675         |             |
| 2022.       | 668         |             |

| Етнички састав према попису из 2002.‍ | Етнички састав према попису из 2002.‍ | Етнички састав према попису из 2002.‍ | Етнички састав према попису из 2002.‍ | Етнички састав према попису из 2002.‍ |
| ------------------------------------ | ------------------------------------ | ------------------------------------ | ------------------------------------ | ------------------------------------ |
|                                      |                                      |                                      |                                      |                                      |
| Срби                                 | Срби                                 |                                      | 640                                  | 87,19%                               |
| Роми                                 | Роми                                 |                                      | 92                                   | 12,53%                               |
| непознато                            | непознато                            |                                      | 2                                    | 0,27%                                |

| Година пописа     | 1948. | 1953. | 1961. | 1971. | 1981. | 1991. | 2002. |
| ----------------- | ----- | ----- | ----- | ----- | ----- | ----- | ----- |
| Број домаћинстава | 110   | 111   | 128   | 161   | 195   | 184   | 227   |

| Број чланова      | 1  | 2  | 3  | 4  | 5  | 6  | 7 | 8 | 9 | 10 и више | Просек |
| ----------------- | -- | -- | -- | -- | -- | -- | - | - | - | --------- | ------ |
| Број домаћинстава | 40 | 40 | 44 | 57 | 28 | 14 | 2 | 2 | 0 | 0         | 3,23   |

| Пол    | Укупно | Неожењен/Неудата | Ожењен/Удата | Удовац/Удовица | Разведен/Разведена | Непознато |
| ------ | ------ | ---------------- | ------------ | -------------- | ------------------ | --------- |
| Мушки  | 277    | 71               | 189          | 12             | 5                  | 0         |
| Женски | 293    | 60               | 186          | 41             | 5                  | 1         |
| УКУПНО | 570    | 131              | 375          | 53             | 10                 | 1         |

| Пол    | Укупно                    | Пољопривреда, лов и шумарство | Рибарство                            | Вађење руде и камена | Прерађивачка индустрија       |
| ------ | ------------------------- | ----------------------------- | ------------------------------------ | -------------------- | ----------------------------- |
| Мушки  | 116                       | 3                             | 0                                    | 0                    | 71                            |
| Женски | 57                        | 0                             | 0                                    | 0                    | 38                            |
| УКУПНО | 173                       | 3                             | 0                                    | 0                    | 109                           |
| Пол    | Производња и снабдевање   | Грађевинарство                | Трговина                             | Хотели и ресторани   | Саобраћај, складиштење и везе |
| Мушки  | 2                         | 3                             | 5                                    | 1                    | 13                            |
| Женски | 0                         | 0                             | 7                                    | 1                    | 1                             |
| УКУПНО | 2                         | 3                             | 12                                   | 2                    | 14                            |
| Пол    | Финансијско посредовање   | Некретнине                    | Државна управа и одбрана             | Образовање           | Здравствени и социјални рад   |
| Мушки  | 0                         | 0                             | 4                                    | 1                    | 0                             |
| Женски | 0                         | 0                             | 3                                    | 2                    | 1                             |
| УКУПНО | 0                         | 0                             | 7                                    | 3                    | 1                             |
| Пол    | Остале услужне активности | Приватна домаћинства          | Екстериторијалне организације и тела | Непознато            | Непознато                     |
| Мушки  | 2                         | 0                             | 0                                    | 11                   | 11                            |
| Женски | 0                         | 0                             | 0                                    | 4                    | 4                             |
| УКУПНО | 2                         | 0                             | 0                                    | 15                   | 15                            |